# NGC 2968
NGC 2968 (другие обозначения — UGC 5190, MCG 5-23-29, ZWG 152.58, KCPG 210B, PGC 27800) — спиральная галактика (Sa) в созвездии Лев.
Этот объект входит в число перечисленных в оригинальной редакции «Нового общего каталога».
В галактике вспыхнула сверхновая SN 1970L. Её пиковая видимая звёздная величина составила 13,0.
Галактика NGC 2968 входит в состав группы галактик NGC 2964. Помимо NGC 2968 в группу также входят NGC 2964, NGC 3003, NGC 2970 и NGC 3021.
В галактике преобладает звёздное население II типа.